# Корниловское сельское поселение (Томская область)
Корни́ловское сельское поселение — муниципальное образование в составе Томского района Томской области.
Административный центр — село Корнилово.

## География
Корниловское сельское поселение граничит: с севера и востока — с Воронинским, с юго-востока — с Межениновским, с юга и юго-запада — с Мирненским сельскими поселениями Томского района; с запада — с городом Томском.

## История
Поселение образовано 12 ноября 2004 года на основании закона Томской области № 241-ОЗ.

## Население
| 2002  | 2008  | 2009  | 2010  | 2011  | 2012  | 2013  | 2014  | 2015  |
| ----- | ----- | ----- | ----- | ----- | ----- | ----- | ----- | ----- |
| 1913  | ↗2095 | ↗2144 | ↗2362 | ↗2368 | ↗2479 | ↗2623 | ↗2763 | ↗2847 |
| 2016  | 2017  | 2018  | 2019  | 2020  | 2021  |       |       |       |
| ↗3018 | ↗3119 | ↗3298 | ↗3407 | ↗3581 | ↗5404 |       |       |       |

## Населённые пункты
В состав поселения входят 6 населённых пунктов:
| № | Наименование населенного пункта | Расстояние до Томска (км) | Расстояние до центра округа (км) | Всего населения |
| - | ------------------------------- | ------------------------- | -------------------------------- | --------------- |
| 1 | с. Корнилово                    | 17                        | Центр                            | 4733 (2021)     |
| 2 | д. Лязгино                      | 11                        | 4                                | 228 (2021)      |
| 3 | д. Малая Михайловка             | 3                         | 4                                | 245 (2021)      |
| 4 | д. Аркашево                     | 20                        | 14                               | 140 (2021)      |
| 5 | c. Бодажково                    | 12                        | 4,5                              | 58 (2021)       |
| 6 | c. Сафроново                    | 14                        | 8                                | 0 (2021)        |

## Экономика

### Транспорт
Протяжённость дорог общего пользования — 28 км, протяжённость дорог с твёрдым покрытием — 13 км. Налажено регулярное автобусное сообщение всех населенных пунктов с областным центром. Территория поселения расположена вблизи от автострады «Томск—Мариинск», что благоприятно влияет на экономический и инвестиционный потенциал поселения.